# Kelowna (circonscription fédérale)
Circonscription électorale fédérale du Canada
Kelowna (auparavant Kelowna—Lake Country (2004-2025)), est une circonscription électorale fédérale canadienne de la Colombie-Britannique.

## Circonscription fédérale
La circonscription se situe au sud de la Colombie-Britannique et comprend une partie de la ville de Kelowna ainsi que d'autres parties du district régional de Central Okanagan, et une partie du district régional de Kootenay Boundary.
Les circonscriptions limitrophes sont :
- au nord et au nord-est : Vernon—Lake Country—Monashee
- au sud-est, au sud et au sud-ouest : Similkameen—Okanagan-Sud—Kootenay-Ouest
- à l'ouest : Okanagan Lake-Ouest—Kelwona-Sud[4].

## Historique
La circonscription est créée en 1996 sous le nom de Kelowna avec une partie de la circonscription d'Okanagan-Centre. En 2003, le nom change pour adopter celui de Kelowna—Lake Country.
À la suite du découpage de la carte électorale de 2022, la circonscription reprend son nom d'origine, Kelowna. Son territoire est également substantiellement modifié par la perte de la portion nord de l'ancienne circonscription, qui passe dans Vernon—Lake Country—Monashee, par l'addition d'un territoire au sud, jusque-là dans Okanagan-Sud—Kootenay-Ouest, par l'addition également d'une partie de la ville de Kelowna qui était dans Central Okanagan—Similkameen—Nicola. La circonscription perd aussi la partie au sud de la ville de Kelowna qui va dans Okanagan Lake-Ouest—Kelwona-Sud.
| Législature                                                                                            | Années        | Député     | Député         | Parti               |
| --- | ------------- | ---------- | -------------- | ------------------- |
| Kelowna issue d'Okanagan-Centre                                                                        |               |            |                |                     |
| 36e | 1997–2000     |            | Werner Schmidt | Réformiste          |
| 36e | 2000-2000     |            | Werner Schmidt | Alliance canadienne |
| 37e | 2000–2003     |            | Werner Schmidt | Alliance canadienne |
| 37e | 2003-2004     |            | Werner Schmidt | Conservateur        |
| Kelowna—Lake Country                                                                                   |               |            |                |                     |
| 38e | 2004–2006     |            | Werner Schmidt | Conservateur        |
| 39e | 2006–2008     | Ron Cannan |                | Conservateur        |
| 40e | 2008–2011     | Ron Cannan |                | Conservateur        |
| 41e | 2011–2015     | Ron Cannan |                | Conservateur        |
| 42e | 2015–2019     |            | Stephen Fuhr   | Libéral             |
| 43e | 2019–2021     |            | Tracy Gray     | Conservateur        |
| 44e | 2021–2025     |            | Tracy Gray     | Conservateur        |
| Kelowna issue de Kelowna—Lake Country, Vernon—Lake Country—Monashee et Okanagan Lake-Ouest—Kelwona-Sud |               |            |                |                     |
| 45e | 2025–en cours |            | Stephen Fuhr   | Libéral             |

## Résultats électoraux
Modèle:Élection générale canadienne de 2025 — Kelowna
|       | Candidat       | Parti        | # de voix | % des voix |
|       | (X) Ron Cannan | Conservateur | +25 502,  | 39,75 %    |
|       | Stephen Fuhr   | Libéral      | +29 614,  | 46,16 %    |
|       | Norah Bowman   | NPD          | +09 039,  | 14,09 %    |
| Total | Total          | Total        | 64 155    | 100 %      |

|       | Candidat           | Parti        | # de voix | % des voix |
|       | (x) Ron Cannan     | Conservateur | +34 566,  | 57,4 %     |
|       | Kris Stewart       | Libéral      | +07 069,  | 11,74 %    |
|       | Tisha Kalmanovitch | NPD          | +13 322,  | 22,12 %    |
|       | Alice Hooper       | Vert         | +05 265,  | 8,74 %     |
| Total | Total              | Total        | 60 222    | 100 %      |

|       | Candidat      | Parti        | # de voix | % des voix |
|       | (x)Ron Cannan | Conservateur | +31 902,  | 55,98 %    |
|       | Diana Cabott  | Libéral      | +08 427,  | 14,79 %    |
|       | Tish Lakes    | NPD          | +08 623,  | 15,13 %    |
|       | Angela Reid   | Vert         | +07 819,  | 13,72 %    |
|       | Mark Haley    | Communiste   | +00218,   | 0,38 %     |
| Total | Total         | Total        | 56 989    | 100 %      |